# Prusias II
Sauf précision contraire, les dates de cet article sont sous-entendues « avant l'ère commune » (AEC), c'est-à-dire « avant Jésus-Christ ».
Prusias II le Chasseur est roi de Bithynie de 182 à 149.

## Règne
Prusias II est le fils et successeur de Prusias Ier.
Impressionné par la victoire des Romains contre le roi de Macédoine Persée, son beau-frère, il se rend à Rome pour solliciter une alliance et s'y déshonore par sa bassesse en s'habillant en affranchi et en portant un bonnet phrygien.
De retour dans son pays, il reprend la guerre contre le royaume de Pergame, pourtant allié des Romains. Après quelques succès initiaux, il ravage la ville basse mais il ne peut s'emparer de la citadelle de Pergame, édifiée sur un piton rocheux. Prusias 
se retire cependant avec du butin. Alertée par Attale II, Rome envoie une commission d'enquête sénatoriale qui le contraint en 154 av. J.-C. à rendre ses conquêtes et à indemniser Attale II.

## Portrait du roi par Polybe
L'historien Polybe laisse un portrait peu flatteur de Prusias II : « le roi Prusias était fort laid, et, bien qu'il ne fût pas dépourvu de capacités intellectuelles, il donnait l'impression de n'être qu'à moitié un homme », « il n'avait pas plus de courage qu'une femme. Non seulement il était lâche, mais il manquait d'endurance à la peine. Bref, il ne fut tout au long de sa vie, qu'un être efféminé au physique comme au moral », « c'est pourquoi ses sujets se montrèrent fermement résolus non seulement à ne plus reconnaître son autorité, mais encore à se venger de lui ». 

## Succession
Prusias II voulait écarter son fils, le futur Nicomède II, de sa succession. Attale II, souverain de Pergame qui était son ennemi de toujours, accueille alors le jeune prince dans ses États. Prusias II envoie une ambassade à Rome pour se plaindre de cette intervention. Le Sénat romain désigne pour examiner l'affaire une commission composée de trois sénateurs incapables, selon Polybe : A. Hostilius Mancinus, dont l'esprit s'était affaibli après avoir reçu une tuile sur la tête, L. Malleolus, qui passait pour le plus borné des Romains, et enfin M. Licinius, qui était impotent. Dans ces conditions, les jours de Prusias II sont comptés.
Le roi de Bithynie projette donc de faire tuer son fils, mais celui-ci, appuyé par Attale II, se révolte et devance son père en le faisant assassiner dans le temple de Zeus où il s'était réfugié, avant de lui succéder.

## Postérité
De son union avec Apama IV, Prusias avait, outre son successeur Nicomède II, également une fille nommée comme sa mère Apama, épouse de Diegylis, roi des Thraces, qui fournit à son beau-père cinq cents hommes comme gardes du corps lors de son conflit avec Nicomède.